# Никола Радев
Никола Радев е български писател.

## Биография и творчество
Роден е на 23 декември 1940 г. в село Левски, Варненско. През 1973 г. завършва Литературния институт „Максим Горки“ в Москва. В продължение на седем години служи във военноморския флот и параходство „Български морски флот“ като първи помощник капитан и плава във всички райони на света. После работи като журналист и книгоиздател.
Десет години е бил директор на издателство „Профиздат“ и осем години — на издателство „Земя“. От 1999 до 2003 г. е председател на Съюза на българските писатели.
Автор е на 14 книги в общо 29 издания. По-значимите измежду тях са: „Маримани“, „Море на вторите бащи“, „Няма мъртва земя“, „Седем ключа на вода“, „Истина без давност“, „Залезът на морските вълци“, „Седмото весло“, „Когато господ ходеше по земята“. Превеждан е на немски, унгарски и руски.
Член на журито на националната награда „Иван Пейчев“ през 2009 г. и негов председател през 2013 г.
Умира на 16 юни 2016 г. в София..

## Признание и награди
Удостоен е от Славянската литературна и артистична академия с Международната награда „Атлант на славянството“. През 2006 г. печели литературна награда на страните от ОНД „Михаил Шолохов“, с което става първият носител на наградата от страна извън общността. Носител е на Националните награди „Академик Людмил Стоянов“ и „Станислав Сивриев“, както и на Голямата литературна награда „Варна“ (за романа му „Седем ключа на вода“).